# Zernyia annularis
Zernyia annularis là một loài bướm đêm trong họ Geometridae.